# ABS Pumpen
ABS ist eine Marke für Pumpen des Schweizer Sulzer-Konzerns. Die deutsche Produktionsfirma für Tauchpumpen und Tauchmotor-Rührwerke in Lohmar, ABS Deutschland GmbH, wurde 2010 in Cardo Flow Solutions Germany GmbH umbenannt und 2017 geschlossen. Der historische Name ABS blieb aber als Marke bestehen.

## Hintergrund
Der Unternehmensgründer Albert Blum, 1930 in Scheiderhöhe geboren, machte eine Elektrikerlehre bei Klöckner in Troisdorf. In Abendkursen besuchte er eine Ingenieurschule in Köln. 1953 machte er seinen Meister. Sein erstes Unternehmen war ein Elektrogeschäft im Elternhaus. 1957 gründete Albert Blum die Firma ABS, welche von ihm entwickelte Tauchpumpen herstellte und 1962 bereits 150 Mitarbeiter hatte. Nach Etablierung erfolgten Werksgründungen in Irland, Brasilien und im Elsass. Die Firma hatte über 1000 Beschäftigte. Nachdem ein Börsengang verworfen wurde, verkaufte Albert Blum 1989 ABS an die schwedische Firma Scanpump.
1990 wurde Scanpump in Cardo umbenannt, das im März 2011 durch die Assa-Abloy-Gruppe (Produktion und Vertrieb von Schließsystemen, elektromechanischen Produkten, Sicherheitstüren und Beschlägen) übernommen wurde. Im August 2011 übernahm der Schweizer Industriekonzern Sulzer den Bereich Cardo Flow Solutions und integrierte diesen in den eigenen Geschäftsbereich Sulzer Pumps. Ende 2017 wurde der Lohmarer Betrieb mit 180 Beschäftigten geschlossen.